# Hilarion (Roganović)
Hilarion, imię świeckie Ilija Roganović (ur. 12 lipca 1828 w Podgoricy, zm. 1882) – metropolita Czarnogóry w latach 1863–1882.

## Życiorys
W dzieciństwie uczył się u prawosławnego duchownego Aleksija Radičevicia oraz u hieromnicha Izajasza (Bajkovicia), przed którym złożył wieczyste śluby mnisze nie później niż w 1843. W tym samym roku został wyświęcony na hierodiakona przez metropolitę czarnogórskiego Piotra. W 1847 ten sam hierarcha udzielił mu święceń kapłańskich. Hieromnich Hilarion był następnie przełożonym monasterów Ždrebaonik i Bjelopavlići, a następnie monasteru Ostrog.
5 sierpnia 1860 został wybrany na metropolitę przez księcia Czarnogóry Mikołaja I i wyświęcony 23 marca 1863 w ławrze św. Aleksandra Newskiego w Petersburgu. Zainicjował reformy w podległej mu metropolii, m.in. obowiązkowo nakazując duchowieństwu noszenie bród, zezwalając jednak nadal na noszenie świeckiego stroju ludowego w miejsce riasy. Metropolita Hilarion wprowadził również obowiązek prowadzenia ksiąg parafialnych z informacjami o chrztach, ślubach i zgonach. W 1867 specjalna komisja kościelno-państwowa dokonała inspekcji w czarnogórskich cerkwiach i klasztorach, dokonując rejestru ich majątku. Następnie jego część została oddana w dzierżawę drogą licytacji; dochody z dzierżawy były przekazywane duchowieństwu w formie pensji. W 1869 metropolita, dzięki pomocy finansowej cara Aleksandra II, otworzył w Cetyni szkołę teologiczną, przekształconą następnie w seminarium duchowne (działało z przerwami do 1916). W 1881 Hilarion nakazał przeniesienie na emeryturę starszych, słabo wykształconych duchownych (często półanalfabetów), by mogła ich zastąpić młoda kadra wykształcona w seminarium w Cetyni.
Hilarion (Roganović) sprawował urząd metropolity czarnogórskiego do śmierci w 1882.